# Stránka
Stránka (en allemand : Stranka) est une commune du district de Mělník, dans la région de Bohême-Centrale, en République tchèque. Sa population s'élevait à 198 habitants en 2020.

## Géographie
Stránka se trouve à 3 km au sud-est du centre de Mšeno, à 15,5 km au nord-est de Mělník et à 41 km au nord-nord-est de Prague.
La commune est limitée par Mšeno à l'ouest et au nord, par Vrátno et Boreč à l'est, par Kadlín et Chorušice au sud.

## Histoire
La première mention écrite de la localité date de 1413.

## Administration
La commune se compose de trois quartiers :
- Stránka
- Ostrý
- Tajná